# Af jord er du kommet
 Ikke at forveksle med Af jord er du kommet - på sporet af en dansk husmand.
Af jord er du kommet er en dansk dokumentarfilm fra 2007 med instruktion af Carl Schenstrøm Nørrested.

## Handling
Der er så dejligt ude på landet. Det er sommer og overalt hersker der fred og ro. Kun vinden rør på sig. Solen brænder på fæ og folk. Gyvelen blomstrer. Kornet står i gult og klar til høst. Ved foden af bakkerne ligger gård ved gård, og hus ved hus. Her bor bondemanden, bimanden, bedemanden, konerne og enkerne. Dette er deres historie.